# Доксарас
Доксарас (грч. Δοξαράς) је насељено место у општини Гребен у периферији Западна Македонија, Грчка. Према попису из 2021. године било је 190 становника.
Према бугарском географу и историчару, Василу Канчову, у Доксарасу је 1900. године живело 87 Грка. Године 1923. насељене грчке избегличке породице, укупно 53 особа. На попису из 1928. године Доксарас је имао 154 становника. Село се раније звало Бура.